# 斯卡蒙 (堪薩斯州)
斯卡蒙（英語：Scammon）是一個位於美國堪薩斯州切羅基縣的城市。

## 地方資料
根據2010年美國人口普查的數據，斯卡蒙的面積為1.63平方千米，當中陸地面積為1.62平方千米，而水域面積為0.01平方千米。當地共有人口482人，而人口密度為每平方千米295.71人。